# Vinnare av Origins Award 2005
Nedan följer vinnarna i den 32:a årliga Origins Award som hölls 2006:
| Kategori                                             | Vinnare                                                    | Förlag                                           | Designer                                                                                                |
| ---------------------------------------------------- | ---------------------------------------------------------- | ------------------------------------------------ | --- |
| Årets spel                                           | Warmachine: Apotheosis                                     | Privateer Press, Inc.                            | Matt Wilson, Jason Soles, Rob Stoddard                                                                  |
| Årets brädspel                                       | Parthenon: Rise of the Aegean                              | Siren Bridge Publishing, Inc. & Z-Man Games, Inc | Andrew Parks, Jason Hawkins                                                                             |
| Årets samlarkortspel eller expansion                 | Ravnica: City of Guilds expansion for Magic: The Gathering | Wizards of the Coast                             | Mark Rosewater, Aaron Forsythe, Tyler Bielman, Richard Garfield, Mike Elliott                           |
| Årets traditionella kortspel                         | Gloom                                                      | Atlas Games                                      | Keith Baker                                                                                             |
| Årets rollspel                                       | Artesia                                                    | Archaia Studios Press                            | Mark Smylie                                                                                             |
| Årets rollspelssupplement                            | GURPS Infinite Worlds 4th Edition                          | Steve Jackson Games                              | Kenneth Hite, Steve Jackson, John M. Ford                                                               |
| Årets figurspel eller expansion                      | ATZ - All Things Zombie                                    | Two Hour Wargames                                | Ed Teixeira                                                                                             |
| Årets figurer                                        | Wargods of Aegyptus                                        | Crocodile Games                                  | Chris FitzPatrick                                                                                       |
| Årets historiska brädspel                            | Lock ‘N Load: Band of Heroes                               | Matrix Games                                     | Mark H. Walker                                                                                          |
| Årets historiska figurspel eller expansion           | Gutshot                                                    | Hawgleg                                          | Mike Mitchell, Mike Murphy                                                                              |
| Årets historiska figurer                             | 10mm WWII Personality Set                                  | Game Figures, Inc                                | David Higgs                                                                                             |
| Årets facklitteratur                                 | Historical Miniature Gamer Magazine                        | Legio X, Inc.                                    | Kathy Plamback, Mike Cosentino                                                                          |
| Årets speltillbehör                                  | The 13th Hour - Roleplaying Soundtrack                     | Midnight Syndicate Soundtracks                   | Edward Douglas, Gavin Goszka                                                                            |
| Vanguard Innovative Game Awards                      | Darter                                                     | Future Magic Games                               | Jason Conkey, Dove Byrne                                                                                |
|                                                      | Perplex City                                               | Mind Candy                                       | Michael Smith, Adrian Hon                                                                               |
|                                                      | Polarity                                                   | Temple Games, Inc.                               | Doug Seaton                                                                                             |
|                                                      | XIG: The Four Elements                                     | GT2 Fun & Games Inc.                             | Greg Scott, Greg Waring,Tor Nawrot, Tim Huesken                                                         |
| Vanguard Unique Game Awards                          | Battleground: Fantasy Warfare                              | Your Move Games, Inc.                            | Robert Dougherty, Chad Ellis                                                                            |
|                                                      | Infinite Armies                                            | BTRC                                             | Greg Porter                                                                                             |
|                                                      | Rocketmen: Axis of Evil                                    | WizKids                                          | Jordan Weisman, Jon Leitheusser, Shane Small                                                            |
|                                                      | World at War                                               | Matrix Games                                     | Gary Grigsby                                                                                            |
| Spelarnas val årets bästa brädspel                   | Shadows Over Camelot                                       | Days of Wonder                                   | Författare: Bruno Cathala, Serge Lage Illustrationer och grafisk design: Cyrille Daujean, Julien Delval |
| Spelarnas val årets bästa samlarkortspel             | Anachronism                                                | TriKing Games                                    | Michael Brown                                                                                           |
| Spelarnas val Årets bästa traditionella kortspelYear | Paranoia: The Mandatory Card Game                          | Mongoose Publishing                              | Steve Gilbert                                                                                           |
| Spelarnas val årets bästa historiska spel            | Axis and Allies Collectible Miniatures Game                | Avalon Hill / Wizards of the Coast               | Richard Baker, Paul Barclay, Aaron Forsythe, Devin Low, Jonathan Tweet                                  |
| Spelarnas val årets bästa rollspel                   | Serenity                                                   | Margaret Weis Productions                        | Jamie Chambers                                                                                          |
| Spelarnas val årets bästa figurer                    | Warmachine: Apotheosis                                     | Privateer Press, Inc.                            | Matt Wilson, Jason Soles, Rob Stoddard                                                                  |

## Personer invalda iHall of Fame
- Aaron Allston
- Jolly R. Blackburn
- Rodger MacGowan
- Dennis Mize (postum)
- Michael Pondsmith

## Spel invalda iHall of Fame
- Star Fleet Battles